# Liste der Nummer-eins-Hits in Belgien (2021)
Dies ist eine Liste der Nummer-eins-Hits in Belgien im Jahr 2021. Für die niederländischsprachigen Landesteile (Flandern) und die französischsprachigen Landesteile (Wallonie) werden getrennte Charts ermittelt. Veröffentlicht werden die Charts von Ultratop, das auf Initiative der Belgian Entertainment Association (BEA), der Vereinigung der Musik-, Film- und Spieleindustrie des Landes, entstanden ist.

## Flandern

### Singles
| ← 2020 ← | Liste der Nummer-eins-Hits in Belgien (Flandern) | Liste der Nummer-eins-Hits in Belgien (Flandern) | Liste der Nummer-eins-Hits in Belgien (Flandern) | 2022 → |
| \| Zeitraum \| Wo. ges. \| Interpret \| Titel Autor(en) \| Zusätzliche Informationen \| \| (Zeitraum, Wochen auf Platz eins, Interpret, Titel, Autor[en], zusätzliche Informationen) \| \| \| \| \| \| ----------------------------------------------------------------------------------------- \| -------- \| ---------------------------------------------- \| ----------------------------------------------------------------------------------------------------------------------------------------------------------------------------------------- \| --------------------------------------------------------------------------------------------------------------------------------------------------------------------------------------------------------------------------------------------------------------------------------------------------------- \| \| 5. Dezember 2020 – 1. Januar 2021 4 Wochen (insgesamt 8) \| 8 \| Dua Lipa feat. Angèle \| Fever Dua Lipa, Caroline Ailin Buvik Furøyen, Angèle Aimée Joséphine Van Laeken, Jacob Kasher Hindlin, Ian Eric Kirkpatrick, Julia Michaels \| – \| \| 2. Januar 2021 – 8. Januar 2021 1 Woche \| 1 \| Jaap Reesema & Pommelien Thijs \| Nu wij niet meer praten Arno Krabman, Jaap Siewertzsz van Reesema, Joren Johannes van der Voort \| – \| \| 9. Januar 2021 – 22. Januar 2021 2 Wochen (insgesamt 8) \| 8 \| Dua Lipa feat. Angèle \| Fever Dua Lipa, Caroline Ailin Buvik Furøyen, Angèle Aimée Joséphine Van Laeken, Jacob Kasher Hindlin, Ian Eric Kirkpatrick, Julia Michaels \| – \| \| 23. Januar 2021 – 5. März 2021 6 Wochen \| 6 \| Olivia Rodrigo \| Drivers License Daniel Leonard Nigro, Olivia Rodrigo \| – \| \| 6. März 2021 – 12. März 2021 1 Woche \| 1 \| The Weeknd \| Save Your Tears Martin Karl Sandberg, Abel Tesfaye, Ahmad Balshe, Oscar Thomas Holter, Jason Matthew Quenneville \| – \| \| 13. März 2021 – 19. März 2021 1 Woche (insgesamt 4) \| 4 \| Nathan Evans \| Wellerman Traditional \| – \| \| 20. März 2021 – 26. März 2021 1 Woche \| 1 \| The Kid Laroi \| Without You Omer Fedi, Blake Slatkin, William Thomas Walsh, Charlton Kenneth Jeffrey Howard \| – \| \| 27. März 2021 – 9. April 2021 2 Wochen (insgesamt 4) \| 4 \| Nathan Evans \| Wellerman Traditional \| – \| \| 10. April 2021 – 16. April 2021 1 Woche (insgesamt 2) \| 2 \| Riton & Nightcrawlers feat. Mufasa and Hypeman \| Friday (Dopamine Re-Edit) Ross Alexander John Campbell, Hugh Jude Brankin, John Robinson Reid, Graham McMillan Wilson \| – \| \| 17. April 2021 – 23. April 2021 1 Woche (insgesamt 4) \| 4 \| Nathan Evans \| Wellerman Traditional \| – \| \| 24. April 2021 – 30. April 2021 1 Woche \| 1 \| Metejoor feat. Babet \| 1 op een miljoen Sasha Remi Sebastony Rangas, Stefanus Cornelis Maria van Leijsen, Joris van Rossem \| – \| \| 1. Mai 2021 – 7. Mai 2021 1 Woche (insgesamt 2) \| 2 \| Riton & Nightcrawlers feat. Mufasa and Hypeman \| Friday (Dopamine Re-Edit) Ross Alexander John Campbell, Hugh Jude Brankin, John Robinson Reid, Graham McMillan Wilson \| – \| \| 8. Mai 2021 – 21. Mai 2021 2 Wochen \| 2 \| Niels Destadsbader & Regi \| De wereld draait voor jou Reginald Paul Stefan Penxten, Lester William Senior, David Vervoort, Niels Sylvain Marie-José Destadsbader, Miguel José Eric Wiels \| – \| \| 22. Mai 2021 – 28. Mai 2021 1 Woche \| 1 \| Coldplay \| Higher Power Martin Karl Sandberg, Guy Rupert Berryman, Jonathan Mark Buckland, William Elan Champion, Christopher Anthony John Martin, Denise Janeya Carite, Luis Federico Vindver Arosa \| – \| \| 29. Mai 2021 – 4. Juni 2021 1 Woche \| 1 \| Hooverphonic \| The Wrong Place Alex Maria Johan Callier, Charlotte Hélène M. Foret \| Nach dem Auftritt beim Eurovision Song Contest in Rotterdam erreicht der belgische Beitrag die Chartspitze, obgleich es im Finale nur zu Platz 19 reichte. Für Hooverphonic ist es die zweite Nummer 1 in den flämischen Singlecharts, zwölf Jahre nach Mijn leven, einer Kollaboration mit Andy Sierens. \| \| 5. Juni 2021 – 9. Juli 2021 5 Wochen \| 5 \| Olivia Rodrigo \| Good 4 U Daniel Leonard Nigro, Olivia Rodrigo, Hayley Nichole Williams, Joshua Neil Farro \| – \| \| 10. Juli 2021 – 27. August 2021 7 Wochen \| 7 \| Ed Sheeran \| Bad Habits Edward Christopher Sheeran, Johnny McDaid, Frederick John Philip Gibson \| – \| \| 28. August 2021 – 8. Oktober 2021 6 Wochen \| 6 \| Shouse \| Love Tonight Edward David Service, Jack Geoffrey Madin \| – \| \| 9. Oktober 2021 – 22. Oktober 2021 2 Wochen \| 2 \| The Kid Laroi & Justin Bieber \| Stay Omer Fedi, Blake Slatkin, Justin Drew Bieber, Magnus August Høiberg, Michael David Mulé, Subhaan Rahmaan, Isaac John De Boni, Charles Otto Puth Jr., Charlton Kenneth Jeffrey Howard \| – \| \| 23. Oktober 2021 – 24. Dezember 2021 9 Wochen (insgesamt 11) \| 11 \| Adele \| Easy on Me Gregory Allen Kurstin, Adele Laurie Blue Adkins \| – \| \| 25. Dezember 2021 – 31. Dezember 2021 1 Woche \| 1 \| K3 \| Waterval Alain Robert Anna Vande Putte \| – \| |                                                  |                                                  | | |
| ← 2020 |                                                  |                                                  | | → 2022 → |
| Zeitraum | Wo. ges.                                         | Interpret                                        | Titel Autor(en) | Zusätzliche Informationen |
| (Zeitraum, Wochen auf Platz eins, Interpret, Titel, Autor[en], zusätzliche Informationen) |                                                  |                                                  | | |
| 5. Dezember 2020 – 1. Januar 2021 4 Wochen (insgesamt 8) | 8                                                | Dua Lipa feat. Angèle                            | Fever Dua Lipa, Caroline Ailin Buvik Furøyen, Angèle Aimée Joséphine Van Laeken, Jacob Kasher Hindlin, Ian Eric Kirkpatrick, Julia Michaels                                               | – |
| 2. Januar 2021 – 8. Januar 2021 1 Woche | 1                                                | Jaap Reesema & Pommelien Thijs                   | Nu wij niet meer praten Arno Krabman, Jaap Siewertzsz van Reesema, Joren Johannes van der Voort                                                                                           | – |
| 9. Januar 2021 – 22. Januar 2021 2 Wochen (insgesamt 8) | 8                                                | Dua Lipa feat. Angèle                            | Fever Dua Lipa, Caroline Ailin Buvik Furøyen, Angèle Aimée Joséphine Van Laeken, Jacob Kasher Hindlin, Ian Eric Kirkpatrick, Julia Michaels                                               | – |
| 23. Januar 2021 – 5. März 2021 6 Wochen | 6                                                | Olivia Rodrigo                                   | Drivers License Daniel Leonard Nigro, Olivia Rodrigo | – |
| 6. März 2021 – 12. März 2021 1 Woche | 1                                                | The Weeknd                                       | Save Your Tears Martin Karl Sandberg, Abel Tesfaye, Ahmad Balshe, Oscar Thomas Holter, Jason Matthew Quenneville                                                                          | – |
| 13. März 2021 – 19. März 2021 1 Woche (insgesamt 4) | 4                                                | Nathan Evans                                     | Wellerman Traditional | – |
| 20. März 2021 – 26. März 2021 1 Woche | 1                                                | The Kid Laroi                                    | Without You Omer Fedi, Blake Slatkin, William Thomas Walsh, Charlton Kenneth Jeffrey Howard                                                                                               | – |
| 27. März 2021 – 9. April 2021 2 Wochen (insgesamt 4) | 4                                                | Nathan Evans                                     | Wellerman Traditional | – |
| 10. April 2021 – 16. April 2021 1 Woche (insgesamt 2) | 2                                                | Riton & Nightcrawlers feat. Mufasa and Hypeman   | Friday (Dopamine Re-Edit) Ross Alexander John Campbell, Hugh Jude Brankin, John Robinson Reid, Graham McMillan Wilson                                                                     | – |
| 17. April 2021 – 23. April 2021 1 Woche (insgesamt 4) | 4                                                | Nathan Evans                                     | Wellerman Traditional | – |
| 24. April 2021 – 30. April 2021 1 Woche | 1                                                | Metejoor feat. Babet                             | 1 op een miljoen Sasha Remi Sebastony Rangas, Stefanus Cornelis Maria van Leijsen, Joris van Rossem                                                                                       | – |
| 1. Mai 2021 – 7. Mai 2021 1 Woche (insgesamt 2) | 2                                                | Riton & Nightcrawlers feat. Mufasa and Hypeman   | Friday (Dopamine Re-Edit) Ross Alexander John Campbell, Hugh Jude Brankin, John Robinson Reid, Graham McMillan Wilson                                                                     | – |
| 8. Mai 2021 – 21. Mai 2021 2 Wochen | 2                                                | Niels Destadsbader & Regi                        | De wereld draait voor jou Reginald Paul Stefan Penxten, Lester William Senior, David Vervoort, Niels Sylvain Marie-José Destadsbader, Miguel José Eric Wiels                              | – |
| 22. Mai 2021 – 28. Mai 2021 1 Woche | 1                                                | Coldplay                                         | Higher Power Martin Karl Sandberg, Guy Rupert Berryman, Jonathan Mark Buckland, William Elan Champion, Christopher Anthony John Martin, Denise Janeya Carite, Luis Federico Vindver Arosa | – |
| 29. Mai 2021 – 4. Juni 2021 1 Woche | 1                                                | Hooverphonic                                     | The Wrong Place Alex Maria Johan Callier, Charlotte Hélène M. Foret | Nach dem Auftritt beim Eurovision Song Contest in Rotterdam erreicht der belgische Beitrag die Chartspitze, obgleich es im Finale nur zu Platz 19 reichte. Für Hooverphonic ist es die zweite Nummer 1 in den flämischen Singlecharts, zwölf Jahre nach Mijn leven, einer Kollaboration mit Andy Sierens. |
| 5. Juni 2021 – 9. Juli 2021 5 Wochen | 5                                                | Olivia Rodrigo                                   | Good 4 U Daniel Leonard Nigro, Olivia Rodrigo, Hayley Nichole Williams, Joshua Neil Farro                                                                                                 | – |
| 10. Juli 2021 – 27. August 2021 7 Wochen | 7                                                | Ed Sheeran                                       | Bad Habits Edward Christopher Sheeran, Johnny McDaid, Frederick John Philip Gibson | – |
| 28. August 2021 – 8. Oktober 2021 6 Wochen | 6                                                | Shouse                                           | Love Tonight Edward David Service, Jack Geoffrey Madin | – |
| 9. Oktober 2021 – 22. Oktober 2021 2 Wochen | 2                                                | The Kid Laroi & Justin Bieber                    | Stay Omer Fedi, Blake Slatkin, Justin Drew Bieber, Magnus August Høiberg, Michael David Mulé, Subhaan Rahmaan, Isaac John De Boni, Charles Otto Puth Jr., Charlton Kenneth Jeffrey Howard | – |
| 23. Oktober 2021 – 24. Dezember 2021 9 Wochen (insgesamt 11) | 11                                               | Adele                                            | Easy on Me Gregory Allen Kurstin, Adele Laurie Blue Adkins | – |
| 25. Dezember 2021 – 31. Dezember 2021 1 Woche | 1                                                | K3                                               | Waterval Alain Robert Anna Vande Putte | – |

### Alben
| ← 2020 ← | Liste der Nummer-eins-Hits in Belgien (Flandern) | Liste der Nummer-eins-Hits in Belgien (Flandern) | Liste der Nummer-eins-Hits in Belgien (Flandern) | 2022 → |
| \| Zeitraum \| Wo. ges. \| Interpret \| Titel \| Zusätzliche Informationen \| \| (Zeitraum, Wochen auf Platz eins, Interpret, Titel, zusätzliche Informationen) \| \| \| \| \| \| ------------------------------------------------------------------------------ \| -------- \| -------------------------- \| --------------------------------- \| --------------------------------------------------------------------------------------------------------------------------------------------------------------------------------------------------------------------------------------------------------------------------------------------------------------------------------------- \| \| 12. Dezember 2020 – 8. Januar 2021 4 Wochen (insgesamt 8) \| 8 \| André Hazes junior \| Thuis \| – \| \| 9. Januar 2021 – 22. Januar 2021 2 Wochen \| 2 \| Harry Styles \| Fine Line \| – \| \| 23. Januar 2021 – 29. Januar 2021 1 Woche \| 1 \| Taylor Swift \| Evermore \| – \| \| 30. Januar 2021 – 5. Februar 2021 1 Woche \| 1 \| Dikke \| 130 kilo \| – \| \| 6. Februar 2021 – 12. Februar 2021 1 Woche \| 1 \| Celeste \| Not Your Muse \| – \| \| 13. Februar 2021 – 19. Februar 2021 1 Woche \| 1 \| Foo Fighters \| Medicine at Midnight \| – \| \| 20. Februar 2021 – 5. März 2021 2 Wochen \| 2 \| Stan Van Samang \| Feel the Power \| – \| \| 6. März 2021 – 26. März 2021 3 Wochen \| 3 \| Balthazar \| Sand \| – \| \| 27. März 2021 – 9. April 2021 2 Wochen \| 2 \| Justin Bieber \| Justice \| – \| \| 10. April 2021 – 23. April 2021 2 Wochen \| 2 \| Tourist LeMC \| Niemandsland \| – \| \| 24. April 2021 – 14. Mai 2021 3 Wochen \| 3 \| (Verschiedene Interpreten) \| Liefde voor muziek (2021) \| – \| \| 15. Mai 2021 – 21. Mai 2021 1 Woche \| 1 \| Hooverphonic \| Hidden Stories \| Für Hooverphonic ist es das sechste Nummer-eins-Album in Flandern seit ihrer Gründung 1995 und zugleich das erste Album nach der Rückkehr von Sängerin Geike Arnaert. Im frankophonen Belgien erreicht das Album Platz 2, die bislang beste Platzierung für die Gruppe, die zuvor schon mit zwei weiteren Alben erreicht werden konnte. \| \| 22. Mai 2021 – 28. Mai 2021 1 Woche \| 1 \| J. Cole \| The Off-Season \| – \| \| 29. Mai 2021 – 18. Juni 2021 3 Wochen \| 3 \| Arno feat. Sofiane Pamart \| Vivre (Parce que - La collection) \| Der Musiker aus Ostende steht, zusammen mit dem Pianisten Sofiane Pamart, zum dritten Mal an der Spitze der flämischen Albumcharts. \| \| 19. Juni 2021 – 25. Juni 2021 1 Woche (insgesamt 5) \| 5 \| Olivia Rodrigo \| Sour \| – \| \| 26. Juni 2021 – 2. Juli 2021 1 Woche \| 1 \| Whispering Sons \| Several Others \| – \| \| 3. Juli 2021 – 9. Juli 2021 1 Woche \| 1 \| Camille \| Vuurwerk \| – \| \| 10. Juli 2021 – 30. Juli 2021 3 Wochen (insgesamt 5) \| 5 \| Olivia Rodrigo \| Sour \| – \| \| 31. Juli 2021 – 6. August 2021 1 Woche \| 1 \| Jo Vally \| De weg naar het geluk \| Nach 27 Chartalben seit 1995, darunter 5 Nummer-2-Alben, erreicht der Schlagersänger aus Brabant zum ersten Mal die Spitzenposition. \| \| 7. August 2021 – 27. August 2021 3 Wochen \| 3 \| Billie Eilish \| Happier Than Ever \| – \| \| 28. August 2021 – 3. September 2021 1 Woche (insgesamt 5) \| 5 \| Olivia Rodrigo \| Sour \| – \| \| 4. September 2021 – 10. September 2021 1 Woche \| 1 \| Kanye West \| Donda \| – \| \| 11. September 2021 – 17. September 2021 1 Woche \| 1 \| Iron Maiden \| Senjutsu \| – \| \| 18. September 2021 – 8. Oktober 2021 3 Wochen \| 3 \| Niels Destadsbader \| Sterker \| – \| \| 9. Oktober 2021 – 22. Oktober 2021 2 Wochen \| 2 \| Bart Peeters \| De kat zat op de krant \| – \| \| 23. Oktober 2021 – 29. Oktober 2021 1 Woche \| 1 \| Coldplay \| Music of the Spheres \| – \| \| 30. Oktober 2021 – 5. November 2021 1 Woche \| 1 \| Oscar and the Wolf \| The Shimmer \| – \| \| 6. November 2021 – 12. November 2021 1 Woche (insgesamt 4) \| 4 \| Metejoor \| Metejoor \| – \| \| 13. November 2021 – 26. November 2021 2 Wochen \| 2 \| ABBA \| Voyage \| – \| \| 27. November 2021 – 24. Dezember 2021 4 Wochen \| 4 \| Adele \| 30 \| – \| \| 25. Dezember 2021 – 4. Februar 2022 6 Wochen (insgesamt 7) \| 7 \| K3 \| Waterval \| – \| |                                                  |                                                  |                                                  | |
| ← 2020 |                                                  |                                                  |                                                  | → 2022 → |
| Zeitraum | Wo. ges.                                         | Interpret                                        | Titel                                            | Zusätzliche Informationen |
| (Zeitraum, Wochen auf Platz eins, Interpret, Titel, zusätzliche Informationen) |                                                  |                                                  |                                                  | |
| 12. Dezember 2020 – 8. Januar 2021 4 Wochen (insgesamt 8) | 8                                                | André Hazes junior                               | Thuis                                            | – |
| 9. Januar 2021 – 22. Januar 2021 2 Wochen | 2                                                | Harry Styles                                     | Fine Line                                        | – |
| 23. Januar 2021 – 29. Januar 2021 1 Woche | 1                                                | Taylor Swift                                     | Evermore                                         | – |
| 30. Januar 2021 – 5. Februar 2021 1 Woche | 1                                                | Dikke                                            | 130 kilo                                         | – |
| 6. Februar 2021 – 12. Februar 2021 1 Woche | 1                                                | Celeste                                          | Not Your Muse                                    | – |
| 13. Februar 2021 – 19. Februar 2021 1 Woche | 1                                                | Foo Fighters                                     | Medicine at Midnight                             | – |
| 20. Februar 2021 – 5. März 2021 2 Wochen | 2                                                | Stan Van Samang                                  | Feel the Power                                   | – |
| 6. März 2021 – 26. März 2021 3 Wochen | 3                                                | Balthazar                                        | Sand                                             | – |
| 27. März 2021 – 9. April 2021 2 Wochen | 2                                                | Justin Bieber                                    | Justice                                          | – |
| 10. April 2021 – 23. April 2021 2 Wochen | 2                                                | Tourist LeMC                                     | Niemandsland                                     | – |
| 24. April 2021 – 14. Mai 2021 3 Wochen | 3                                                | (Verschiedene Interpreten)                       | Liefde voor muziek (2021)                        | – |
| 15. Mai 2021 – 21. Mai 2021 1 Woche | 1                                                | Hooverphonic                                     | Hidden Stories                                   | Für Hooverphonic ist es das sechste Nummer-eins-Album in Flandern seit ihrer Gründung 1995 und zugleich das erste Album nach der Rückkehr von Sängerin Geike Arnaert. Im frankophonen Belgien erreicht das Album Platz 2, die bislang beste Platzierung für die Gruppe, die zuvor schon mit zwei weiteren Alben erreicht werden konnte. |
| 22. Mai 2021 – 28. Mai 2021 1 Woche | 1                                                | J. Cole                                          | The Off-Season                                   | – |
| 29. Mai 2021 – 18. Juni 2021 3 Wochen | 3                                                | Arno feat. Sofiane Pamart                        | Vivre (Parce que - La collection)                | Der Musiker aus Ostende steht, zusammen mit dem Pianisten Sofiane Pamart, zum dritten Mal an der Spitze der flämischen Albumcharts. |
| 19. Juni 2021 – 25. Juni 2021 1 Woche (insgesamt 5) | 5                                                | Olivia Rodrigo                                   | Sour                                             | – |
| 26. Juni 2021 – 2. Juli 2021 1 Woche | 1                                                | Whispering Sons                                  | Several Others                                   | – |
| 3. Juli 2021 – 9. Juli 2021 1 Woche | 1                                                | Camille                                          | Vuurwerk                                         | – |
| 10. Juli 2021 – 30. Juli 2021 3 Wochen (insgesamt 5) | 5                                                | Olivia Rodrigo                                   | Sour                                             | – |
| 31. Juli 2021 – 6. August 2021 1 Woche | 1                                                | Jo Vally                                         | De weg naar het geluk                            | Nach 27 Chartalben seit 1995, darunter 5 Nummer-2-Alben, erreicht der Schlagersänger aus Brabant zum ersten Mal die Spitzenposition. |
| 7. August 2021 – 27. August 2021 3 Wochen | 3                                                | Billie Eilish                                    | Happier Than Ever                                | – |
| 28. August 2021 – 3. September 2021 1 Woche (insgesamt 5) | 5                                                | Olivia Rodrigo                                   | Sour                                             | – |
| 4. September 2021 – 10. September 2021 1 Woche | 1                                                | Kanye West                                       | Donda                                            | – |
| 11. September 2021 – 17. September 2021 1 Woche | 1                                                | Iron Maiden                                      | Senjutsu                                         | – |
| 18. September 2021 – 8. Oktober 2021 3 Wochen | 3                                                | Niels Destadsbader                               | Sterker                                          | – |
| 9. Oktober 2021 – 22. Oktober 2021 2 Wochen | 2                                                | Bart Peeters                                     | De kat zat op de krant                           | – |
| 23. Oktober 2021 – 29. Oktober 2021 1 Woche | 1                                                | Coldplay                                         | Music of the Spheres                             | – |
| 30. Oktober 2021 – 5. November 2021 1 Woche | 1                                                | Oscar and the Wolf                               | The Shimmer                                      | – |
| 6. November 2021 – 12. November 2021 1 Woche (insgesamt 4) | 4                                                | Metejoor                                         | Metejoor                                         | – |
| 13. November 2021 – 26. November 2021 2 Wochen | 2                                                | ABBA                                             | Voyage                                           | – |
| 27. November 2021 – 24. Dezember 2021 4 Wochen | 4                                                | Adele                                            | 30                                               | – |
| 25. Dezember 2021 – 4. Februar 2022 6 Wochen (insgesamt 7) | 7                                                | K3                                               | Waterval                                         | – |

### Jahreshitparaden
| ← 2020 ← | Liste der Nummer-eins-Hits in Belgien (Flandern) | Liste der Nummer-eins-Hits in Belgien (Flandern)            | Liste der Nummer-eins-Hits in Belgien (Flandern) | 2022 →   |
| \| Singles \| Position# \| Alben \| \| ----------------------------------------------------------------------------------------------------------------------------------------------------------------------------------------------------------------------- \| --------- \| ----------------------------------------------------------- \| \| Save Your Tears The Weeknd Martin Karl Sandberg, Abel Tesfaye, Ahmad Balshe, Oscar Thomas Holter, Jason Matthew Quenneville \| 1 \| Voyage ABBA \| \| Friday (Dopamine Re-Edit) Riton & Nightcrawlers feat. Mufasa and Hypeman Ross Alexander John Campbell, Hugh Jude Brankin, John Robinson Reid, Graham McMillan Wilson \| 2 \| 30 Adele \| \| The Business Tiësto James Michael George Bell, Julia Christine Karlsson, Anton Anders Rundberg, Tijs Michiel Verwest \| 3 \| Sour Olivia Rodrigo \| \| Good 4 U Olivia Rodrigo Daniel Leonard Nigro, Olivia Rodrigo, Hayley Nichole Williams, Joshua Neil Farro \| 4 \| Niemandsland Tourist LeMC \| \| Love Tonight Shouse Edward David Service, Jack Geoffrey Madin \| 5 \| Sterker Niels Destadsbader \| \| Without You The Kid Laroi Omer Fedi, Blake Slatkin, William Thomas Walsh, Charlton Kenneth Jeffrey Howard \| 6 \| De kat zat op de krant Bart Peeters \| \| Stay The Kid Laroi & Justin Bieber Omer Fedi, Blake Slatkin, Justin Drew Bieber, Magnus August Høiberg, Michael David Mulé, Subhaan Rahmaan, Isaac John De Boni, Charles Otto Puth Jr., Charlton Kenneth Jeffrey Howard \| 7 \| Happier Than Ever Billie Eilish \| \| Vuurwerk Camille Stefaan Yves Geert Fernande, Reginald Paul Stefan Penxten, Lester William Senior, Camille Agnes Dhont \| 8 \| Fine Line Harry Styles \| \| Drivers License Olivia Rodrigo Daniel Leonard Nigro, Olivia Rodrigo \| 9 \| Vivre (Parce que – La collection) Arno feat. Sofiane Pamart \| \| Bad Habits Ed Sheeran Edward Christopher Sheeran, Johnny McDaid, Frederick John Philip Gibson \| 10 \| When We All Fall Asleep, Where Do We Go? Billie Eilish \| |                                                  |                                                             |                                                  |          |
| ← 2020 |                                                  |                                                             |                                                  | → 2022 → |
| Singles | Position#                                        | Alben                                                       |                                                  |          |
| Save Your Tears The Weeknd Martin Karl Sandberg, Abel Tesfaye, Ahmad Balshe, Oscar Thomas Holter, Jason Matthew Quenneville | 1                                                | Voyage ABBA                                                 |                                                  |          |
| Friday (Dopamine Re-Edit) Riton & Nightcrawlers feat. Mufasa and Hypeman Ross Alexander John Campbell, Hugh Jude Brankin, John Robinson Reid, Graham McMillan Wilson | 2                                                | 30 Adele                                                    |                                                  |          |
| The Business Tiësto James Michael George Bell, Julia Christine Karlsson, Anton Anders Rundberg, Tijs Michiel Verwest | 3                                                | Sour Olivia Rodrigo                                         |                                                  |          |
| Good 4 U Olivia Rodrigo Daniel Leonard Nigro, Olivia Rodrigo, Hayley Nichole Williams, Joshua Neil Farro | 4                                                | Niemandsland Tourist LeMC                                   |                                                  |          |
| Love Tonight Shouse Edward David Service, Jack Geoffrey Madin | 5                                                | Sterker Niels Destadsbader                                  |                                                  |          |
| Without You The Kid Laroi Omer Fedi, Blake Slatkin, William Thomas Walsh, Charlton Kenneth Jeffrey Howard | 6                                                | De kat zat op de krant Bart Peeters                         |                                                  |          |
| Stay The Kid Laroi & Justin Bieber Omer Fedi, Blake Slatkin, Justin Drew Bieber, Magnus August Høiberg, Michael David Mulé, Subhaan Rahmaan, Isaac John De Boni, Charles Otto Puth Jr., Charlton Kenneth Jeffrey Howard | 7                                                | Happier Than Ever Billie Eilish                             |                                                  |          |
| Vuurwerk Camille Stefaan Yves Geert Fernande, Reginald Paul Stefan Penxten, Lester William Senior, Camille Agnes Dhont | 8                                                | Fine Line Harry Styles                                      |                                                  |          |
| Drivers License Olivia Rodrigo Daniel Leonard Nigro, Olivia Rodrigo | 9                                                | Vivre (Parce que – La collection) Arno feat. Sofiane Pamart |                                                  |          |
| Bad Habits Ed Sheeran Edward Christopher Sheeran, Johnny McDaid, Frederick John Philip Gibson | 10                                               | When We All Fall Asleep, Where Do We Go? Billie Eilish      |                                                  |          |

## Wallonie

### Singles
| ← 2020 ← | Liste der Nummer-eins-Hits in Belgien (Wallonie) | Liste der Nummer-eins-Hits in Belgien (Wallonie) | Liste der Nummer-eins-Hits in Belgien (Wallonie) | 2022 →                    |
| \| Zeitraum \| Wo. ges. \| Interpret \| Titel Autor(en) \| Zusätzliche Informationen \| \| (Zeitraum, Wochen auf Platz eins, Interpret, Titel, Autor[en], zusätzliche Informationen) \| \| \| \| \| \| ----------------------------------------------------------------------------------------- \| -------- \| ----------------------------- \| ----------------------------------------------------------------------------------------------------------------------------------------------------------------------------------------- \| ------------------------- \| \| 7. November 2020 – 5. März 2021 17 Wochen (insgesamt 18) \| 18 \| Dua Lipa feat. Angèle \| Fever Dua Lipa, Caroline Ailin Buvik Furøyen, Angèle Aimée Joséphine Van Laeken, Jacob Kasher Hindlin, Ian Eric Kirkpatrick, Julia Michaels \| – \| \| 6. März 2021 – 12. März 2021 1 Woche (insgesamt 12) \| 12 \| The Weeknd \| Save Your Tears Martin Karl Sandberg, Abel Tesfaye, Ahmad Balshe, Oscar Thomas Holter, Jason Matthew Quenneville \| – \| \| 13. März 2021 – 19. März 2021 1 Woche (insgesamt 18) \| 18 \| Dua Lipa feat. Angèle \| Fever Dua Lipa, Caroline Ailin Buvik Furøyen, Angèle Aimée Joséphine Van Laeken, Jacob Kasher Hindlin, Ian Eric Kirkpatrick, Julia Michaels \| – \| \| 20. März 2021 – 7. Mai 2021 7 Wochen (insgesamt 12) \| 12 \| The Weeknd \| Save Your Tears Martin Karl Sandberg, Abel Tesfaye, Ahmad Balshe, Oscar Thomas Holter, Jason Matthew Quenneville \| – \| \| 8. Mai 2021 – 14. Mai 2021 1 Woche \| 1 \| Damso \| Morose William Kalubi Mwamba, Dieter Albert Gilbert Limbourg, Elvin Bayete Galland, Zaki Ghafir, Jean-Marie René Albert Aerts \| – \| \| 15. Mai 2021 – 11. Juni 2021 4 Wochen (insgesamt 12) \| 12 \| The Weeknd \| Save Your Tears Martin Karl Sandberg, Abel Tesfaye, Ahmad Balshe, Oscar Thomas Holter, Jason Matthew Quenneville \| – \| \| 12. Juni 2021 – 18. Juni 2021 1 Woche (insgesamt 5) \| 5 \| Pink & Willow Sage Hart \| Cover Me in Sunshine Amy Rose Allen, Maureen Anne McDonald \| – \| \| 19. Juni 2021 – 2. Juli 2021 2 Wochen \| 2 \| Soso Maness feat. PLK \| Petrouchka Sofien Akim Manessour, Julien Saint Charles, Junior Bula Monga, Mathieu Claude Daniel Pruski \| – \| \| 3. Juli 2021 – 30. Juli 2021 4 Wochen (insgesamt 5) \| 5 \| Pink & Willow Sage Hart \| Cover Me in Sunshine Amy Rose Allen, Maureen Anne McDonald \| – \| \| 31. Juli 2021 – 6. August 2021 1 Woche \| 1 \| Kungs \| Never Going Home Martin Laurent Picandet, Valentin Benoît José Brunel, Andrea Tirone, Amanda Lucille Warner, Peter Wade Keusch \| – \| \| 7. August 2021 – 1. Oktober 2021 8 Wochen (insgesamt 9) \| 9 \| Ed Sheeran \| Bad Habits Edward Christopher Sheeran, Johnny McDaid, Frederick John Philip Gibson \| – \| \| 2. Oktober 2021 – 8. Oktober 2021 1 Woche (insgesamt 2) \| 2 \| The Kid Laroi & Justin Bieber \| Stay Omer Fedi, Blake Slatkin, Justin Drew Bieber, Magnus August Høiberg, Michael David Mulé, Subhaan Rahmaan, Isaac John De Boni, Charles Otto Puth Jr., Charlton Kenneth Jeffrey Howard \| – \| \| 9. Oktober 2021 – 15. Oktober 2021 1 Woche (insgesamt 9) \| 9 \| Ed Sheeran \| Bad Habits Edward Christopher Sheeran, Johnny McDaid, Frederick John Philip Gibson \| – \| \| 16. Oktober 2021 – 22. Oktober 2021 1 Woche (insgesamt 2) \| 2 \| The Kid Laroi & Justin Bieber \| Stay Omer Fedi, Blake Slatkin, Justin Drew Bieber, Magnus August Høiberg, Michael David Mulé, Subhaan Rahmaan, Isaac John De Boni, Charles Otto Puth Jr., Charlton Kenneth Jeffrey Howard \| – \| \| 23. Oktober 2021 – 29. Oktober 2021 1 Woche \| 1 \| Stromae \| Santé Juan Pablo Theaux, Paul Van Haver, Henry William Durham \| – \| \| 30. Oktober 2021 – 5. November 2021 1 Woche (insgesamt 8) \| 8 \| Angèle \| Bruxelles je t’aime Angèle Aimée Joséphine Van Laeken \| – \| \| 6. November 2021 – 12. November 2021 1 Woche (insgesamt 2) \| 2 \| Elton John & Dua Lipa \| Cold Heart (Pnau Remix) Dean John Meredith, Andrew John Meecham, Elton John, Bernard John P. Taupin, Nicholas George Littlemore, Peter Bruce Mayes, Samuel David Littlemore \| – \| \| 13. November 2021 – 19. November 2021 1 Woche (insgesamt 8) \| 8 \| Angèle \| Bruxelles je t’aime Angèle Aimée Joséphine Van Laeken \| – \| \| 20. November 2021 – 26. November 2021 1 Woche (insgesamt 2) \| 2 \| Elton John & Dua Lipa \| Cold Heart (Pnau Remix) Dean John Meredith, Andrew John Meecham, Elton John, Bernard John P. Taupin, Nicholas George Littlemore, Peter Bruce Mayes, Samuel David Littlemore \| – \| \| 27. November 2021 – 10. Dezember 2021 2 Wochen \| 2 \| Adele \| Easy on Me Gregory Allen Kurstin, Adele Laurie Blue Adkins \| – \| \| 11. Dezember 2021 – 21. Januar 2022 6 Wochen (insgesamt 8) \| 8 \| Angèle \| Bruxelles je t’aime Angèle Aimée Joséphine Van Laeken \| – \| |                                                  |                                                  | |                           |
| ← 2020 |                                                  |                                                  | | → 2022 →                  |
| Zeitraum | Wo. ges.                                         | Interpret                                        | Titel Autor(en) | Zusätzliche Informationen |
| (Zeitraum, Wochen auf Platz eins, Interpret, Titel, Autor[en], zusätzliche Informationen) |                                                  |                                                  | |                           |
| 7. November 2020 – 5. März 2021 17 Wochen (insgesamt 18) | 18                                               | Dua Lipa feat. Angèle                            | Fever Dua Lipa, Caroline Ailin Buvik Furøyen, Angèle Aimée Joséphine Van Laeken, Jacob Kasher Hindlin, Ian Eric Kirkpatrick, Julia Michaels                                               | –                         |
| 6. März 2021 – 12. März 2021 1 Woche (insgesamt 12) | 12                                               | The Weeknd                                       | Save Your Tears Martin Karl Sandberg, Abel Tesfaye, Ahmad Balshe, Oscar Thomas Holter, Jason Matthew Quenneville                                                                          | –                         |
| 13. März 2021 – 19. März 2021 1 Woche (insgesamt 18) | 18                                               | Dua Lipa feat. Angèle                            | Fever Dua Lipa, Caroline Ailin Buvik Furøyen, Angèle Aimée Joséphine Van Laeken, Jacob Kasher Hindlin, Ian Eric Kirkpatrick, Julia Michaels                                               | –                         |
| 20. März 2021 – 7. Mai 2021 7 Wochen (insgesamt 12) | 12                                               | The Weeknd                                       | Save Your Tears Martin Karl Sandberg, Abel Tesfaye, Ahmad Balshe, Oscar Thomas Holter, Jason Matthew Quenneville                                                                          | –                         |
| 8. Mai 2021 – 14. Mai 2021 1 Woche | 1                                                | Damso                                            | Morose William Kalubi Mwamba, Dieter Albert Gilbert Limbourg, Elvin Bayete Galland, Zaki Ghafir, Jean-Marie René Albert Aerts                                                             | –                         |
| 15. Mai 2021 – 11. Juni 2021 4 Wochen (insgesamt 12) | 12                                               | The Weeknd                                       | Save Your Tears Martin Karl Sandberg, Abel Tesfaye, Ahmad Balshe, Oscar Thomas Holter, Jason Matthew Quenneville                                                                          | –                         |
| 12. Juni 2021 – 18. Juni 2021 1 Woche (insgesamt 5) | 5                                                | Pink & Willow Sage Hart                          | Cover Me in Sunshine Amy Rose Allen, Maureen Anne McDonald | –                         |
| 19. Juni 2021 – 2. Juli 2021 2 Wochen | 2                                                | Soso Maness feat. PLK                            | Petrouchka Sofien Akim Manessour, Julien Saint Charles, Junior Bula Monga, Mathieu Claude Daniel Pruski                                                                                   | –                         |
| 3. Juli 2021 – 30. Juli 2021 4 Wochen (insgesamt 5) | 5                                                | Pink & Willow Sage Hart                          | Cover Me in Sunshine Amy Rose Allen, Maureen Anne McDonald | –                         |
| 31. Juli 2021 – 6. August 2021 1 Woche | 1                                                | Kungs                                            | Never Going Home Martin Laurent Picandet, Valentin Benoît José Brunel, Andrea Tirone, Amanda Lucille Warner, Peter Wade Keusch                                                            | –                         |
| 7. August 2021 – 1. Oktober 2021 8 Wochen (insgesamt 9) | 9                                                | Ed Sheeran                                       | Bad Habits Edward Christopher Sheeran, Johnny McDaid, Frederick John Philip Gibson | –                         |
| 2. Oktober 2021 – 8. Oktober 2021 1 Woche (insgesamt 2) | 2                                                | The Kid Laroi & Justin Bieber                    | Stay Omer Fedi, Blake Slatkin, Justin Drew Bieber, Magnus August Høiberg, Michael David Mulé, Subhaan Rahmaan, Isaac John De Boni, Charles Otto Puth Jr., Charlton Kenneth Jeffrey Howard | –                         |
| 9. Oktober 2021 – 15. Oktober 2021 1 Woche (insgesamt 9) | 9                                                | Ed Sheeran                                       | Bad Habits Edward Christopher Sheeran, Johnny McDaid, Frederick John Philip Gibson | –                         |
| 16. Oktober 2021 – 22. Oktober 2021 1 Woche (insgesamt 2) | 2                                                | The Kid Laroi & Justin Bieber                    | Stay Omer Fedi, Blake Slatkin, Justin Drew Bieber, Magnus August Høiberg, Michael David Mulé, Subhaan Rahmaan, Isaac John De Boni, Charles Otto Puth Jr., Charlton Kenneth Jeffrey Howard | –                         |
| 23. Oktober 2021 – 29. Oktober 2021 1 Woche | 1                                                | Stromae                                          | Santé Juan Pablo Theaux, Paul Van Haver, Henry William Durham | –                         |
| 30. Oktober 2021 – 5. November 2021 1 Woche (insgesamt 8) | 8                                                | Angèle                                           | Bruxelles je t’aime Angèle Aimée Joséphine Van Laeken | –                         |
| 6. November 2021 – 12. November 2021 1 Woche (insgesamt 2) | 2                                                | Elton John & Dua Lipa                            | Cold Heart (Pnau Remix) Dean John Meredith, Andrew John Meecham, Elton John, Bernard John P. Taupin, Nicholas George Littlemore, Peter Bruce Mayes, Samuel David Littlemore               | –                         |
| 13. November 2021 – 19. November 2021 1 Woche (insgesamt 8) | 8                                                | Angèle                                           | Bruxelles je t’aime Angèle Aimée Joséphine Van Laeken | –                         |
| 20. November 2021 – 26. November 2021 1 Woche (insgesamt 2) | 2                                                | Elton John & Dua Lipa                            | Cold Heart (Pnau Remix) Dean John Meredith, Andrew John Meecham, Elton John, Bernard John P. Taupin, Nicholas George Littlemore, Peter Bruce Mayes, Samuel David Littlemore               | –                         |
| 27. November 2021 – 10. Dezember 2021 2 Wochen | 2                                                | Adele                                            | Easy on Me Gregory Allen Kurstin, Adele Laurie Blue Adkins | –                         |
| 11. Dezember 2021 – 21. Januar 2022 6 Wochen (insgesamt 8) | 8                                                | Angèle                                           | Bruxelles je t’aime Angèle Aimée Joséphine Van Laeken | –                         |

### Alben
| ← 2020 ← | Liste der Nummer-eins-Hits in Belgien (Wallonie) | Liste der Nummer-eins-Hits in Belgien (Wallonie) | Liste der Nummer-eins-Hits in Belgien (Wallonie) | 2022 →                    |
| \| Zeitraum \| Wo. ges. \| Interpret \| Titel \| Zusätzliche Informationen \| \| (Zeitraum, Wochen auf Platz eins, Interpret, Titel, zusätzliche Informationen) \| \| \| \| \| \| ------------------------------------------------------------------------------ \| -------- \| ------------------------- \| ---------------------------------- \| ------------------------- \| \| 19. Dezember 2020 – 15. Januar 2021 4 Wochen (insgesamt 7) \| 7 \| Indochine \| Singles Collection (1981–2001) \| – \| \| 16. Januar 2021 – 22. Januar 2021 1 Woche (insgesamt 5) \| 5 \| Zkr \| Dans les mains \| – \| \| 23. Januar 2021 – 5. Februar 2021 2 Wochen (insgesamt 7) \| 7 \| Indochine \| Singles Collection (1981–2001) \| – \| \| 6. Februar 2021 – 12. Februar 2021 1 Woche \| 1 \| Frédéric François \| La liberté d’aimer \| – \| \| 13. Februar 2021 – 19. Februar 2021 1 Woche \| 1 \| Hamza \| 140 BPM 2 \| – \| \| 20. Februar 2021 – 5. März 2021 2 Wochen \| 2 \| Julien Clerc \| Terrien \| – \| \| 6. März 2021 – 12. März 2021 1 Woche \| 1 \| Balthazar \| Sand \| – \| \| 13. März 2021 – 26. März 2021 2 Wochen \| 2 \| Les Enfoirés \| 2021: À côté de vous \| – \| \| 27. März 2021 – 23. April 2021 4 Wochen (insgesamt 5) \| 5 \| Sch \| Jvlivs II \| – \| \| 24. April 2021 – 30. April 2021 1 Woche \| 1 \| Greta Van Fleet \| The Battle at Garden’s Gate \| – \| \| 1. Mai 2021 – 7. Mai 2021 1 Woche (insgesamt 5) \| 5 \| Sch \| Jvlivs II \| – \| \| 8. Mai 2021 – 28. Mai 2021 3 Wochen (insgesamt 5) \| 5 \| Damso \| QALF \| – \| \| 29. Mai 2021 – 4. Juni 2021 1 Woche (insgesamt 2) \| 2 \| Arno feat. Sofiane Pamart \| Vivre (Parce que - La collection) \| – \| \| 5. Juni 2021 – 11. Juni 2021 1 Woche \| 1 \| Typh Barrow \| Raw Tour – Live \| – \| \| 12. Juni 2021 – 18. Juni 2021 1 Woche (insgesamt 2) \| 2 \| Arno feat. Sofiane Pamart \| Vivre (Parce que - La collection) \| – \| \| 19. Juni 2021 – 2. Juli 2021 2 Wochen (insgesamt 4) \| 4 \| Clara Luciani \| Cœur \| – \| \| 3. Juli 2021 – 9. Juli 2021 1 Woche \| 1 \| Jul \| Demain ça ira \| – \| \| 10. Juli 2021 – 23. Juli 2021 2 Wochen (insgesamt 4) \| 4 \| Clara Luciani \| Cœur \| – \| \| 24. Juli 2021 – 6. August 2021 2 Wochen \| 2 \| Laylow \| L’étrange histoire de Mr. Anderson \| – \| \| 7. August 2021 – 27. August 2021 3 Wochen \| 3 \| Billie Eilish \| Happier Than Ever \| – \| \| 28. August 2021 – 3. September 2021 1 Woche \| 1 \| Mylène Farmer \| Plus grandir \| – \| \| 4. September 2021 – 10. September 2021 1 Woche \| 1 \| Kanye West \| Donda \| – \| \| 11. September 2021 – 17. September 2021 1 Woche \| 1 \| Iron Maiden \| Senjutsu \| – \| \| 18. September 2021 – 24. September 2021 1 Woche \| 1 \| Johnny Hallyday \| L’histoire continue … acte II \| – \| \| 25. September 2021 – 22. Oktober 2021 4 Wochen \| 4 \| Florent Pagny \| L’avenir \| – \| \| 23. Oktober 2021 – 5. November 2021 2 Wochen \| 2 \| Coldplay \| Music of the Spheres \| – \| \| 6. November 2021 – 12. November 2021 1 Woche \| 1 \| Ed Sheeran \| = \| – \| \| 13. November 2021 – 26. November 2021 2 Wochen \| 2 \| ABBA \| Voyage \| – \| \| 27. November 2021 – 10. Dezember 2021 2 Wochen (insgesamt 5) \| 5 \| Orelsan \| Civilisation \| – \| \| 11. Dezember 2021 – 21. Januar 2022 6 Wochen (insgesamt 7) \| 7 \| Angèle \| Nonante-cinq \| – \| |                                                  |                                                  |                                                  |                           |
| ← 2020 |                                                  |                                                  |                                                  | → 2022 →                  |
| Zeitraum | Wo. ges.                                         | Interpret                                        | Titel                                            | Zusätzliche Informationen |
| (Zeitraum, Wochen auf Platz eins, Interpret, Titel, zusätzliche Informationen) |                                                  |                                                  |                                                  |                           |
| 19. Dezember 2020 – 15. Januar 2021 4 Wochen (insgesamt 7) | 7                                                | Indochine                                        | Singles Collection (1981–2001)                   | –                         |
| 16. Januar 2021 – 22. Januar 2021 1 Woche (insgesamt 5) | 5                                                | Zkr                                              | Dans les mains                                   | –                         |
| 23. Januar 2021 – 5. Februar 2021 2 Wochen (insgesamt 7) | 7                                                | Indochine                                        | Singles Collection (1981–2001)                   | –                         |
| 6. Februar 2021 – 12. Februar 2021 1 Woche | 1                                                | Frédéric François                                | La liberté d’aimer                               | –                         |
| 13. Februar 2021 – 19. Februar 2021 1 Woche | 1                                                | Hamza                                            | 140 BPM 2                                        | –                         |
| 20. Februar 2021 – 5. März 2021 2 Wochen | 2                                                | Julien Clerc                                     | Terrien                                          | –                         |
| 6. März 2021 – 12. März 2021 1 Woche | 1                                                | Balthazar                                        | Sand                                             | –                         |
| 13. März 2021 – 26. März 2021 2 Wochen | 2                                                | Les Enfoirés                                     | 2021: À côté de vous                             | –                         |
| 27. März 2021 – 23. April 2021 4 Wochen (insgesamt 5) | 5                                                | Sch                                              | Jvlivs II                                        | –                         |
| 24. April 2021 – 30. April 2021 1 Woche | 1                                                | Greta Van Fleet                                  | The Battle at Garden’s Gate                      | –                         |
| 1. Mai 2021 – 7. Mai 2021 1 Woche (insgesamt 5) | 5                                                | Sch                                              | Jvlivs II                                        | –                         |
| 8. Mai 2021 – 28. Mai 2021 3 Wochen (insgesamt 5) | 5                                                | Damso                                            | QALF                                             | –                         |
| 29. Mai 2021 – 4. Juni 2021 1 Woche (insgesamt 2) | 2                                                | Arno feat. Sofiane Pamart                        | Vivre (Parce que - La collection)                | –                         |
| 5. Juni 2021 – 11. Juni 2021 1 Woche | 1                                                | Typh Barrow                                      | Raw Tour – Live                                  | –                         |
| 12. Juni 2021 – 18. Juni 2021 1 Woche (insgesamt 2) | 2                                                | Arno feat. Sofiane Pamart                        | Vivre (Parce que - La collection)                | –                         |
| 19. Juni 2021 – 2. Juli 2021 2 Wochen (insgesamt 4) | 4                                                | Clara Luciani                                    | Cœur                                             | –                         |
| 3. Juli 2021 – 9. Juli 2021 1 Woche | 1                                                | Jul                                              | Demain ça ira                                    | –                         |
| 10. Juli 2021 – 23. Juli 2021 2 Wochen (insgesamt 4) | 4                                                | Clara Luciani                                    | Cœur                                             | –                         |
| 24. Juli 2021 – 6. August 2021 2 Wochen | 2                                                | Laylow                                           | L’étrange histoire de Mr. Anderson               | –                         |
| 7. August 2021 – 27. August 2021 3 Wochen | 3                                                | Billie Eilish                                    | Happier Than Ever                                | –                         |
| 28. August 2021 – 3. September 2021 1 Woche | 1                                                | Mylène Farmer                                    | Plus grandir                                     | –                         |
| 4. September 2021 – 10. September 2021 1 Woche | 1                                                | Kanye West                                       | Donda                                            | –                         |
| 11. September 2021 – 17. September 2021 1 Woche | 1                                                | Iron Maiden                                      | Senjutsu                                         | –                         |
| 18. September 2021 – 24. September 2021 1 Woche | 1                                                | Johnny Hallyday                                  | L’histoire continue … acte II                    | –                         |
| 25. September 2021 – 22. Oktober 2021 4 Wochen | 4                                                | Florent Pagny                                    | L’avenir                                         | –                         |
| 23. Oktober 2021 – 5. November 2021 2 Wochen | 2                                                | Coldplay                                         | Music of the Spheres                             | –                         |
| 6. November 2021 – 12. November 2021 1 Woche | 1                                                | Ed Sheeran                                       | =                                                | –                         |
| 13. November 2021 – 26. November 2021 2 Wochen | 2                                                | ABBA                                             | Voyage                                           | –                         |
| 27. November 2021 – 10. Dezember 2021 2 Wochen (insgesamt 5) | 5                                                | Orelsan                                          | Civilisation                                     | –                         |
| 11. Dezember 2021 – 21. Januar 2022 6 Wochen (insgesamt 7) | 7                                                | Angèle                                           | Nonante-cinq                                     | –                         |

### Jahreshitparaden
| ← 2020 ← | Liste der Nummer-eins-Hits in Belgien (Wallonie) | Liste der Nummer-eins-Hits in Belgien (Wallonie) | Liste der Nummer-eins-Hits in Belgien (Wallonie) | 2022 →   |
| \| Singles \| Position# \| Alben \| \| ----------------------------------------------------------------------------------------------------------------------------------------------------------------------------------------------------------------------- \| --------- \| --------------------------------- \| \| Save Your Tears The Weeknd Martin Karl Sandberg, Abel Tesfaye, Ahmad Balshe, Oscar Thomas Holter, Jason Matthew Quenneville \| 1 \| QALF Damso \| \| Fever Dua Lipa feat. Angèle Dua Lipa, Caroline Ailin Buvik Furøyen, Angèle Aimée Joséphine Van Laeken, Jacob Kasher Hindlin, Ian Eric Kirkpatrick, Julia Michaels \| 2 \| Civilisation Orelsan \| \| Bad Habits Ed Sheeran Edward Christopher Sheeran, Johnny McDaid, Frederick John Philip Gibson \| 3 \| Voyage ABBA \| \| Montero (Call Me by Your Name) Lil Nas X Montero Lamar Hill, David Charles Marshall Biral, Denzel Michael Akil Baptiste, Rosario Peter Lenzo IV, Omer Fedi \| 4 \| Mesdames Grand Corps Malade \| \| Never Going Home Kungs Martin Laurent Picandet, Valentin Benoît José Brunel, Andrea Tirone, Amanda Lucille Warner, Peter Wade Keusch \| 5 \| Nonante-Cinq Angèle \| \| Stay The Kid Laroi & Justin Bieber Omer Fedi, Blake Slatkin, Justin Drew Bieber, Magnus August Høiberg, Michael David Mulé, Subhaan Rahmaan, Isaac John De Boni, Charles Otto Puth Jr., Charlton Kenneth Jeffrey Howard \| 6 \| 30 Adele \| \| Follow You Imagine Dragons Daniel Coulter Reynolds, Daniel Wayne Sermon, Benjamin Arthur McKee, Daniel James Platzman, Joel Little, Fransisca Hall, Elley Frances Duhé \| 7 \| 2021: À côté de vous Les Enfoirés \| \| Cover Me in Sunshine Pink & Willow Sage Hart Amy Rose Allen, Maureen Anne McDonald \| 8 \| Jvlivs II Sch \| \| La kiffance Naps Kamel Kasmi, Nabil Boukhobza, Mohamed Zeghoudi \| 9 \| VersuS Vitaa & Slimane \| \| Friday (Dopamine Re-Edit) Riton & Nightcrawlers feat. Mufasa and Hypeman Ross Alexander John Campbell, Hugh Jude Brankin, John Robinson Reid, Graham McMillan Wilson \| 10 \| Brol Angèle \| |                                                  |                                                  |                                                  |          |
| ← 2020 |                                                  |                                                  |                                                  | → 2022 → |
| Singles | Position#                                        | Alben                                            |                                                  |          |
| Save Your Tears The Weeknd Martin Karl Sandberg, Abel Tesfaye, Ahmad Balshe, Oscar Thomas Holter, Jason Matthew Quenneville | 1                                                | QALF Damso                                       |                                                  |          |
| Fever Dua Lipa feat. Angèle Dua Lipa, Caroline Ailin Buvik Furøyen, Angèle Aimée Joséphine Van Laeken, Jacob Kasher Hindlin, Ian Eric Kirkpatrick, Julia Michaels | 2                                                | Civilisation Orelsan                             |                                                  |          |
| Bad Habits Ed Sheeran Edward Christopher Sheeran, Johnny McDaid, Frederick John Philip Gibson | 3                                                | Voyage ABBA                                      |                                                  |          |
| Montero (Call Me by Your Name) Lil Nas X Montero Lamar Hill, David Charles Marshall Biral, Denzel Michael Akil Baptiste, Rosario Peter Lenzo IV, Omer Fedi | 4                                                | Mesdames Grand Corps Malade                      |                                                  |          |
| Never Going Home Kungs Martin Laurent Picandet, Valentin Benoît José Brunel, Andrea Tirone, Amanda Lucille Warner, Peter Wade Keusch | 5                                                | Nonante-Cinq Angèle                              |                                                  |          |
| Stay The Kid Laroi & Justin Bieber Omer Fedi, Blake Slatkin, Justin Drew Bieber, Magnus August Høiberg, Michael David Mulé, Subhaan Rahmaan, Isaac John De Boni, Charles Otto Puth Jr., Charlton Kenneth Jeffrey Howard | 6                                                | 30 Adele                                         |                                                  |          |
| Follow You Imagine Dragons Daniel Coulter Reynolds, Daniel Wayne Sermon, Benjamin Arthur McKee, Daniel James Platzman, Joel Little, Fransisca Hall, Elley Frances Duhé | 7                                                | 2021: À côté de vous Les Enfoirés                |                                                  |          |
| Cover Me in Sunshine Pink & Willow Sage Hart Amy Rose Allen, Maureen Anne McDonald | 8                                                | Jvlivs II Sch                                    |                                                  |          |
| La kiffance Naps Kamel Kasmi, Nabil Boukhobza, Mohamed Zeghoudi | 9                                                | VersuS Vitaa & Slimane                           |                                                  |          |
| Friday (Dopamine Re-Edit) Riton & Nightcrawlers feat. Mufasa and Hypeman Ross Alexander John Campbell, Hugh Jude Brankin, John Robinson Reid, Graham McMillan Wilson | 10                                               | Brol Angèle                                      |                                                  |          |